# 패터슨 조지프
패터슨 조지프(영어: Paterson Joseph, 1964년 6월 22일 ~ )는 잉글랜드의 배우이다. NBC의 드라마 《타임리스》에서 코너 메이슨 역으로 잘 알려져 있다.

## 출연 작품
- 웡카 (2023) - 슬러그워스 역
- 타임리스 (2016)
- 바빌론 (2014)
- 로 앤 오더: UK 시즌8 (2014)
- 핍 쇼 시즌1 (2013)
- 스릴러 인 마닐라 (2008)
- 디 아더 맨 (2008)
- 지킬 (2007)
- 냇 지오 주니어 무비 (2006)
- 메가 시티 (2005)
- 이온 플럭스 (2005)
- 그린핑거스 (2000)
- 비치 (2000)
- 아버지의 이름으로 (1993)
- 캐주얼티 (1986)